# 维雄陶
维雄陶，是匈牙利赫维什州所辖的一个村。总面积25.29平方公里，总人口1093，人口密度43.2人/平方公里（2011年1月1日）。